# Seuratinae
Die Seuratinae (nach Léon Gaston Seurat) sind eine Unterfamilie der Spulwürmer mit 18 Arten. Sie sind Parasiten bei Vögeln,  Fleder- und Nagetieren.

## Merkmale
Die Unterfamilie hat die Eigenschaften der Seuratidae. Im Gegensatz zu den Echinonematinae ist das Vorderende nicht zu einem Kopfkolben angeschwollen und die Spicula sind nur kurz. Im Gegensatz zu den Skrjabinelaziinae liegt die Vulva nahe der Körpermitte.

## Systematik
Zur Unterfamilie gehören acht Gattungen:
- Bainechina Smales, 1999
- Chabaudechina Smales, 1999
- Durettechina Smales, 2000
- Luzonema Rodrigues, Varela, Rodrigues & Cristofaro, 1973
- Monovaria Khera, 1953
- Seuratum Hall, 1916
- Skrjabinura Gnedina, 1933
- Stelmioides Antonucci, 1929